# Parangitia virescens
Parangitia virescens là một loài bướm đêm trong họ Noctuidae.